# Maćkówki
Maćkówki lub Maćkówka (689 m) – płaska i dość rozległa przełęcz w bocznej grani Małych Pienin, pomiędzy Palenicą (722 m) a Szafranówką (Safronówką, 742 m). Jej zachodnie stoki opadają do Dunajca, spływa nimi Głęboki Potok. Przełęcz jest bezleśna, trawiasta i rozciągają się z niej efektowne widoki na Pieniny. Na stokach pod przełęczą znajdują się 3 czynne zimą wyciagi talerzykowe, wchodzące w skład Stacji Narciarskiej Palenica w Szczawnicy oraz czynna latem zjeżdżalnia wózkowa.
Przełęcz znajduje się w granicach miasta Szczawnica w województwie małopolskim, w powiecie nowotarskim, w gminie miejsko-wiejskiej Szczawnica.

## Szlaki turystyki pieszej
Szczawnica – Palenica – Maćkówki – Szafranówka. Czas przejścia 1:20 min, ↓ 50 min.